# 黄营镇
黄营乡，是中华人民共和国江苏省淮安市涟水县下辖的一个乡镇级行政单位。2018年12月1日，撤销黄营乡，设立黄营镇。以原黄营乡所辖区域和南集镇的守阳、潘闸、沈荡、朱桥、道行、严港、吴刘7个村委会及北集居委会区域为黄营镇行政区域。黄营镇人民政府驻黄营居委会境内，办公地址为腾飞路1号。区划代码改为320826117。黄营镇行政区域面积111.4平方公里，人口5.5万人，辖21个村委会、2个居委会。

## 行政区划
黄营乡下辖以下地区：
黄营社区、南洋村、祝贤村、王霍村、六堡村、大飞村、九堡村、老李圩村、张庄村、曹墩村、旗杆村、徐跳村、街西村、杨桂村和张桥村。